# Anzan
L'anzan (暗算) est une technique de calcul mental (japonaise) consistant à effectuer les calculs sur un soroban imaginaire.
Il s'agit de visualiser un soroban et d'y effectuer les opérations mentalement. Cela nécessite tout d'abord une bonne pratique du soroban.